# アルバーズ・カーン
アルバーズ・カーン（Arbaaz Khan、1967年8月4日 - ）は、インドのボリウッドで活動する俳優、映画監督、映画プロデューサー。1996年にデビューして以来、主に助演俳優として活動し、映画製作会社アルバーズ・カーン・プロダクションを設立して『ダバング 大胆不敵』を製作し、国家映画賞 健全な娯楽を提供する大衆映画賞を受賞した。

## 生い立ち
アルバーズはボリウッドの名門サリーム・カーン家の次男として生まれた。父は脚本家のサリーム・カーン、母はスシラ・チャラク、継母はダンサー・女優のヘレンである。俳優のサルマーン・カーンは兄、ソーヘル・カーンは弟に当たる。妹のアルヴィア・カーン・アグニホトリは俳優のアトゥール・アグニホトリと結婚している。
1998年に女優のマライカ・アローラと結婚し、2002年に息子をもうけた。2016年3月28日に離婚を発表し、2017年5月11日に離婚が成立した。

## キャリア

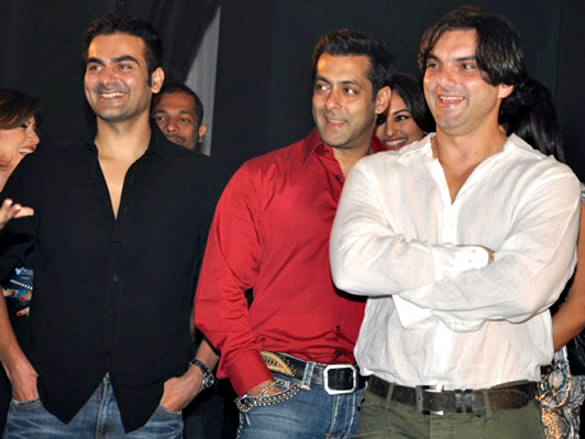
アルバーズ、サルマーン、ソーヘル兄弟（2010年）

1996年に『Daraar』で精神障害の妻を虐待する夫役を演じ、俳優デビューした。同作では演技を高く評価され、フィルムフェア賞 悪役賞を受賞した。アルバーズは助演俳優として『Pyaar Kiya To Darna Kya』『Garv』などに出演し、成功を収めた。
2003年に『Qayamat: City Under Threat』でアジャイ・デーヴガンと共演し、同作は興行的な成功を収めた。その後はプリヤダルシャンの『Hulchul』（2004年）、『Malamaal Weekly』（2006年）、『Bhagam Bhag』（2006年）に続けて出演した。2007年には『Fool & Final』でギャング役、『ラカンドワーラーの抗争』では警官役を演じた。2008年に『君が気づいていなくても』で弟のソーヘルと共にカメオ出演した。2009年に『Kisaan』で再びソーヘルと共演し、『Jai Veeru』ではファルディーン・カーンと共演している。また、2003年に『Karishma – The Miracles of Destiny』に出演以降はテレビ番組でも活動するようになった。
2010年に映画製作に乗り出し、映画製作会社アルバーズ・カーン・プロダクションを設立して『ダバング 大胆不敵』を製作した。同作では兄のサルマーンが主演を務め、アルバーズもサルマーンの弟役で出演しており、当時妻だったマライカもアイテム・ナンバーとして出演している。同作は公開1週間でブロックバスターを記録し、当時のボリウッド映画歴代興行成績第2位となった。2012年には続編『ダバング2』で監督デビューした。